# Coupe de Nestor (Pithécusses)
Pour les articles homonymes, voir Coupe de Nestor.

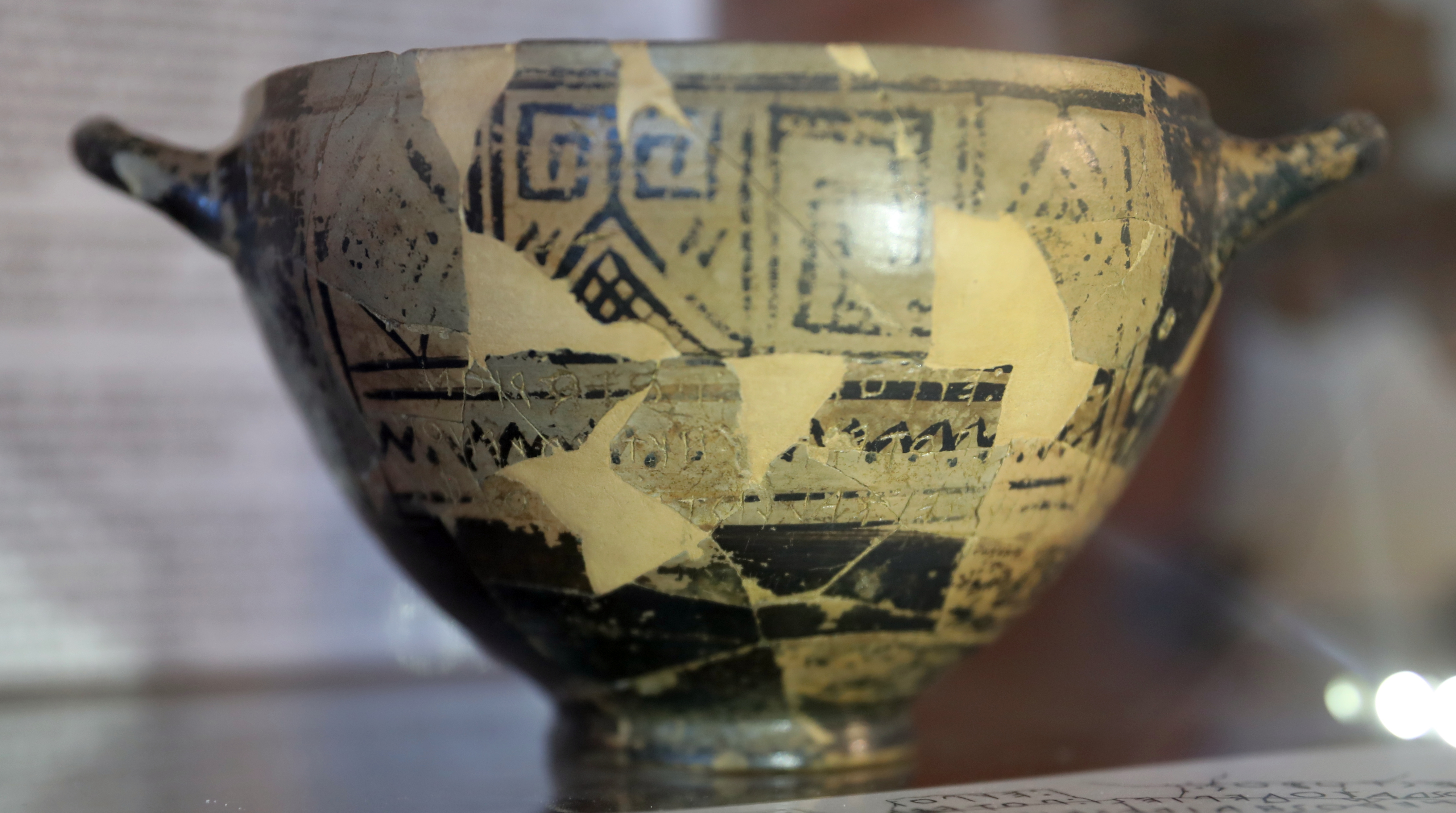
La Coupe de Nestor de Pithécusses

Le vase appelé Coupe de Nestor est un skyphos trouvé en 1954 lors de fouilles sur l'ancien site grec de Pithécusses sur l'île d'Ischia en Italie. Découverte dans une tombe, la coupe est de style géométrique tardif (750-700 av. J.-C.) et semble avoir été réalisée à Rhodes. Elle est conservée à la Villa Arbusto, à Lacco Ameno sur l'île d'Ischia (golfe de Naples).
Ce qui fait la célébrité de cette coupe est le fait qu'elle porte une inscription de trois lignes réalisée par grattage après l'achèvement du vase, en vue d'en faire un présent funéraire pour un jeune homme. Cette gravure, contemporaine de l'Inscription du Dipylon, est avec cette dernière l'une des deux plus anciennes inscriptions connues à ce jour qui furent réalisées au moyen de l'alphabet grec, si l'on excepte les quelques lettres d'un document épigraphique plus vieux d'une vingtaine d'années. Les deux inscriptions sont datées approximativement de 740 av. J.-C.. L'écriture est la variante archaïque occidentale de l'alphabet grec, provenant de l'île d'Eubée (groupe rouge, selon la classification de Kirchhoff).

## Le texte de l'inscription

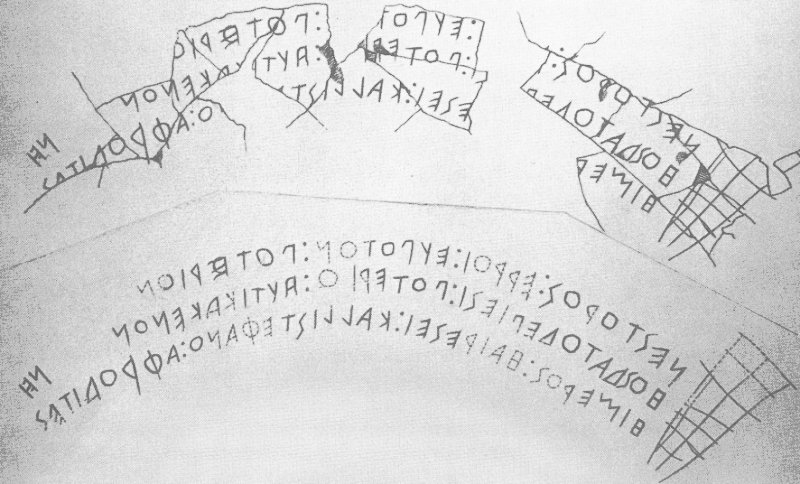
L'inscription de la Coupe de Nestor

L'inscription est fragmentée et comporte quelques lacunes. Elle est écrite de droite à gauche. Comme toujours dans ce cas, les lettres sont inversées en miroir par rapport aux caractères grecs classiques. On remarquera que l'alphabet archaïque utilisé n'a pas encore assigné au êta la valeur de "e long". Cette lettre (H) note encore une aspiration, comme dans l'alphabet latin. Le epsilon note les deux valeurs du son "e". Cet alphabet ne connaît pas non plus la lettre oméga, comme l'atteste notamment l'inscription du Dipylon.
Le texte est le suivant :
ΝΕΣΤΟΡΟΣ : Ε…: ΕΥΠΟΤ[ΟΝ] : ΠΟΤΕΡΙΟ[Ν]
ΗΟΣΔΑΤΟΔΕΠ[ΙΕ]ΣΙ : ΠΟΤΕΡΙ[Ο] : AΥΤΙΚΑΚΕΝΟΝ
ΗΙΜΕΡ[ΟΣ : ΗΑΙΡ]ΕΣΕΙ : ΚΑΛΛΙΣΤ[ΕΦΑΝ]Ο : ΑΦΡΟΔΙΤΕΣ
Il se transcrit comme suit en alphabet grec classique, avec, entre crochets, la reconstitution la plus généralement admise des lacunes :
Νέστορος ε[...] εὔποτ[ον] ποτήριον·
ὃς δ’ ἂν τοῦδε π[ίη]σι ποτηρί[ου] αὐτίκα κῆνον
ἵμερος αἱρήσει καλλιστ[εφάν]ου Ἀφροδίτης.
Traduit littéralement, le texte devient :
(??) la coupe de Nestor, faite pour bien boire ;
Celui qui vide cette coupe, aussitôt le désir d'Aphrodite à la belle couronne le saisira.
Le premier vers est un trimètre iambique. Les deuxième et troisième lignes ont la forme d'hexamètres dactyliques, d'une perfection métrique irréprochable. Il s'agit peut-être d'hexamètres classiques, auxquels il est ainsi fait référence, et modifiés pour la circonstance, ce qui crée un effet humoristique.
Certains spécialistes modernes, qui complètent le premier vers par "Je suis la coupe de Nestor..." , y voient un effet humoristique résultant du contraste entre la magnificence de la "Coupe de Nestor" décrite par Homère dans l'Iliade (XI, v. 632-641) et la simplicité de la coupe sur laquelle se trouve l'inscription. D'autres interprétations, minoritaires, ont vu le jour. Certains comblent la première lacune ainsi : " Νέστορος μὲν …" (La coupe de Nestor est bonne, mais…) ou "Νέστορος ἔρροι …" (Coupe de Nestor, va t'en !). Une troisième hypothèse est que l'inscription résulte d'un jeu lors d'une beuverie : un joueur écrit la première ligne, le second continue et… le troisième fait part de son excitation sexuelle ! L'hypothèse la plus récente est celle d'Yves Gerhard (Zeitschrift für Papyrologie und Epigraphik, 176, 2011, pp. 7-9, en français), qui propose Νέστορος ἔ[ασον] εὔποτον ποτήριον : "Laisse de côté la coupe de Nestor, si excellente soit-elle pour boire ; mais quiconque boit à cette coupe-ci sera saisi immédiatement du désir d'Aphrodite à la belle couronne."